# 1080° Snowboarding
1080° Snowboarding is een snowboardracespel voor de Nintendo 64. Het is ontwikkeld door Nintendo's eigen ontwikkelingsstudio Nintendo EAD. Het spel is gepubliceerd door Nintendo. Dit spel werd uitgegeven op 30 november 1998 en wordt gezien als een van de beste snowboard spellen aller tijden.

## Gameplay
De speler bestuurt de snowboarder in 6 verschillende modi. Het spel heeft 2 verschillende Stunt modi (Trick Attack en Contest) ,3 race Modi (race, time attack en multiplayer), een training mode en een options modus. De bedoeling van het spel is om zo snel mogelijk de finish te bereiken of een zo groot mogelijk aantal punten te bereiken (lijst met beste tijden/scores: https://web.archive.org/web/20150604030553/http://n64hs.speedrunwiki.com/1080.html).

## Parcours

### Normal
- Crystal Lake
- Crystal Peak
- Golden Forest
- Mountain Village

### Hard
- Crystal Lake
- Crystal Peak
- Golden Forest
- Mountain Village
- Dragon Cave

### Expert
- Crystal Lake
- Crystal Peak
- Golden Forest
- Mountain Village
- Dragon Cave
- Deadly Fall

## Personages
Spelers kunnen tussen 5 verschillende personages kiezen. Twee uit Japan, en 1 uit Canada, Amerika en Groot-Brittannië. Elk personages heeft andere kwaliteiten. 3 snowboarders worden unlocked door sommige modi te voltooien.
Lijst van personages:
- Rob Haywood
- Akari Hayami
- Ricky Winterborn
- Kensuke Kimachi
- Dion Blaster

## Ontwikkeling
1080° Snowboarding werd voor het eerst aan het publiek getoond op Nintendo's SpaceWorld show in 1997, de werktitel van het spel was Vertical Edge Snowboarding. 1080° was niet het enige snowboard spel op de Nintendo 64. Andere Snowboard games waren Big Mountain 2000, Snowboard Kids en Snowboard Kids 2 .
1080° is geprogrammeerd door de Engelsen Gilles Goddard en Colin Reed, ontwikkeld en uitgegeven door Nintendo en produced door Shigeru Miyamoto. Goddard en Reed hadden ook al het Nintendo 64 lanceerspel Wave Race 64 ontwikkeld. 1080° Snowboarding wordt dan ook gezien als de tegenhanger van Wave Race 64. Sommige zien Excite Bike 64 als de derde tegenhanger.
Goddard en Reed gebruikte speciale technieken bij de ontwikkeling van dit spel. Zoals skinning om haperingen te voorkomen bij de beweging van het personage. 1080 Snowboarding wordt nu nog gezien als basis van de moderne Snowboard games zoals SSX en Shaun White Snowboarding. Het ontwikkelen van 1080° duurde van april 1997 tot maart 1998. In 2003 kwam er dan eindelijk een vervolg op de markt, in de vorm van 1080° Avalanche, waarbij lawines een belangrijk onderdeel in de gameplay vormen.

## Trivia
- Het spel is opgenomen in het boek 1001 Video Games You Must Play Before You Die van Tony Mott.